# NFDI4Culture
NFDI4Culture ist das Konsortium in der Nationalen Forschungsdateninfrastruktur (NFDI), das sich mit Forschungsdaten zu materiellen und immateriellen Kulturgütern befasst. Es umfasst die Kunstgeschichte, Musikwissenschaften, Theater- und Medienwissenschaften sowie Architektur.

## Ziele
Ziel von NFDI4Culture ist der Aufbau einer bedarfsorientierten, forschungsgeleiteten Infrastruktur für Forschungsdaten des materiellen und immateriellen Kulturerbes anhand der FAIR- und CARE-Prinzipien. Mit seinem Fokus auf Kulturgüter deckt das Konsortium ein breites Spektrum an akademischen Disziplinen und spezifischen Forschungsgegenständen ab: Architektur, Kunstgeschichte, Musikwissenschaft, Tanz- und Theaterwissenschaft, Film- und Medienwissenschaft. Zu den Gegenständen des Konsortiums gehören digitale Repräsentationen (2D-Digitalisate von Gemälden, Fotografien und Zeichnungen, digitale 3D-Modelle kulturhistorisch bedeutender Gebäude, Denkmäler, audiovisuelle Daten von Musik-, Film- und Bühnenaufführungen u. a.), ebenso wie Metadaten, Annotationen oder andere durch Forschung am Objekt gewonnene Daten.
NFDI4Culture gehört zu den vier Unterzeichnern des Memorandum of Understanding. Ziel des Memorandum ist, die Zusammenarbeit der geistes- und kulturwissenschaftlichen Konsortien in der NFDI zu definieren, um auf diese Weise den vielfältigen Bedürfnissen der ausdifferenzierten geisteswissenschaftlichen Forschungslandschaft in Fragen des Forschungsdatenmanagements bestmöglich gerecht zu werden.

## Aufgabenbereiche und Services
NFDI4Culture besteht aus sieben Aufgabenbereichen, die den Datenlebenszyklus in seiner Gesamtheit abbilden:
- Digitalisierung und Anreicherung digitaler Kulturgüter
- Standards, Datenqualität und Kuratierung
- Forschungswerkzeuge und Datendienste
- Datenpublikation und Langzeitarchivierung
- Übergreifende technische, ethische und rechtliche Aktivitäten
- Qualifizierung und Ausbildung
- Governance und Administration

Zu den Diensten des Konsortiums gehört das "Culture Helpdesk", das "Culture Information Portal", das Forschungsdatenrepositorium "RADAR4Culture", der "Culture Knowledge Graph" sowie eine Registry zur Erfassung und Speicherung von Metadaten zu existierenden Forschungswerkzeugen und Datendiensten im Bereich kulturwissenschaftlicher Studien.

## Geschichte
Am 4. Juli 2019 reichte die Akademie der Wissenschaften und der Literatur Mainz als antragstellende Institution die verbindliche Voranmeldung (Letter of Intent) bei der DFG-Geschäftsstelle ein. Am 26. Juni 2020 wurde NFDI4Culture durch einen Förderentscheid der Gemeinsamen Wissenschaftskonferenz (GWK) gemeinsam mit acht weiteren Konsortien in der ersten Antragsrunde bewilligt. Es war das erste bewilligte geisteswissenschaftliche Konsortium. Konzept und Struktur des Konsortiums wurden in enger Zusammenarbeit von elf Fachgesellschaften, neun Trägerinstitutionen und 52 Partnern entwickelt. Zu den Mitantragstellern und Trägerinstitutionen neben der Mainzer Akademie gehören vier Universitäten (Heidelberg, Marburg, Köln, Paderborn), drei Infrastruktureinrichtungen (FIZ Karlsruhe, TIB Hannover, SLUB Dresden), die Stiftung Preußischer Kulturbesitz. Zahlreiche Fachgesellschaften und wissenschaftliche Institutionen unterstützen das Konsortium als Partner oder Participant.

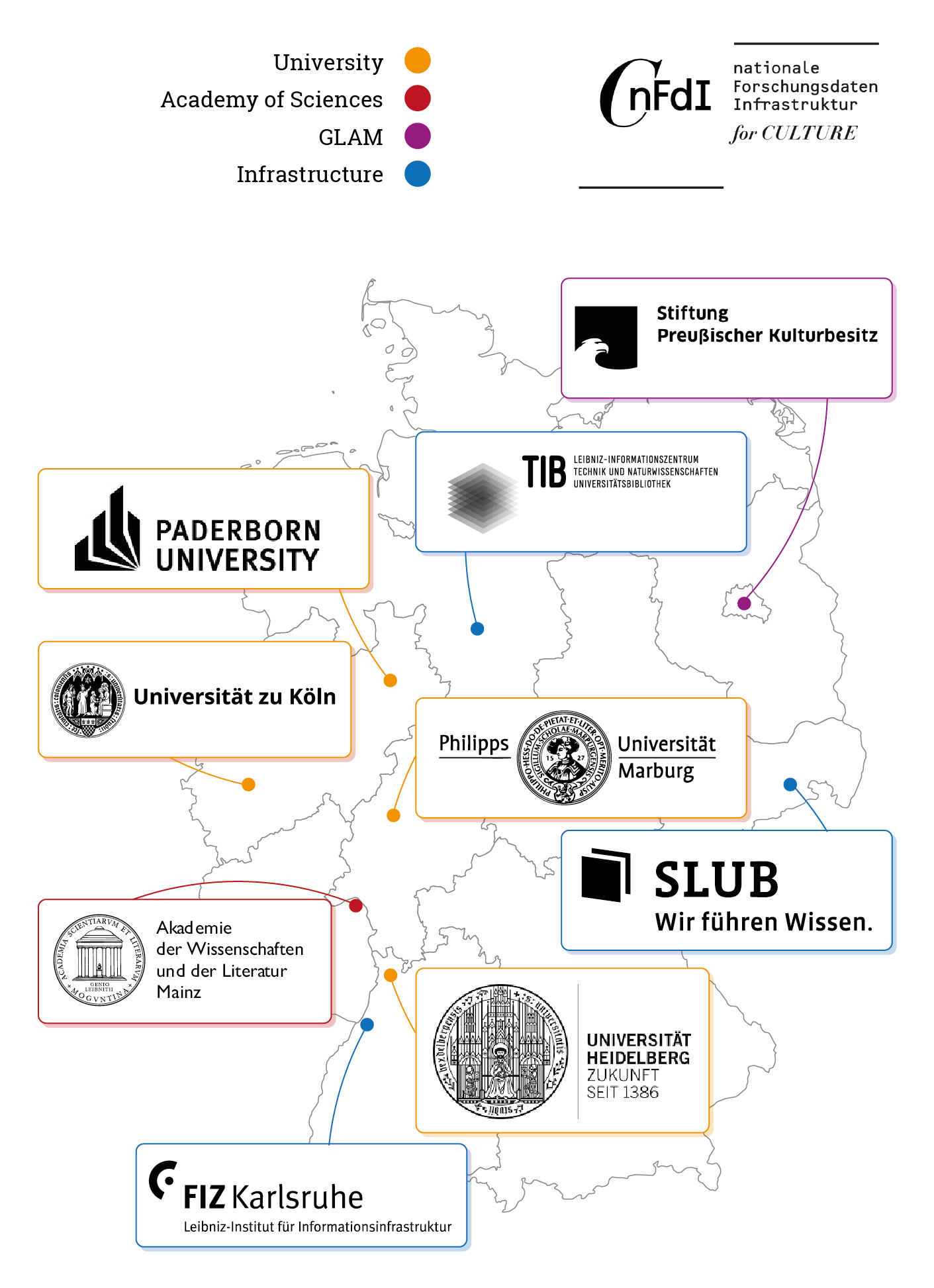
Trägerinstitutionen NFDI4Culture